# Медаль «За беспорочную службу в тюремной страже»
Медаль «За беспорочную службу в тюремной страже» — государственная награда Российской империи.

## Основные сведения
Медаль «За беспорочную службу в тюремной страже» предназначалась для награждения нижних чинов тюремной стражи. Учреждена 3 (15) декабря 1887 года по указу императора Александра III.

## Порядок вручения
Медалью награждались нижние чины тюремной стражи, безупречно прослужившие не менее пяти лет. Право на ношение медали после выхода в отставку сохранялось за отслужившими в тюремной страже не менее 10 лет. Награждённым не требовалось вносить плату за изготовление медали. Женщины медалью не награждались.

## Описание медали
Дизайн медали очень близок к дизайну медали «За беспорочную службу в полиции». Медаль изготовлялась из серебра. Диаметр медали — 36 мм. На лицевой стороне изображён портрет Александра III в профиль, который с 1894 года сменяется портретом Николая II. По окружности вдоль бортика надпись — «Б.М.АЛЕКСАНДР III ИМПЕРАТОРЪ И САМОД.ВСЕРОСС.», позже — «Б.М.НИКОЛАЙ II ИМПЕРАТОРЪ И САМОДЕРЖЕЦЪ ВСЕРОСС.». На оборотной стороне 
ЗА
БЕЗПОРОЧНУЮ
СЛУЖБУ
ВЪ ТЮРЕМНОЙ
СТРАЖѢ.
Бортик медали с обеих сторон оформлен в виде сплошного лаврового венка, перетянутого сверху лентой. Вариант медали, выпущенной при Николае II, также несколько отличается шрифтами и деталями изображения. Медаль изготавливалась на Санкт-Петербургском монетном дворе.

## Порядок ношения
Медаль имела ушко для крепления к колодке или ленте. Носить медаль следовало на груди, лента медали — Аннинская.

## Изображение медали
- Лента медали